# Martine Grael
Martine Soffiatti Grael (Niterói, 12 de febrero de 1991) es una regatista brasileña en la clase 49er FX. Junto con Kahena Kunze ganó la clase 49er FX en el Mundial de 2014, en los Juegos Olímpicos de Río de Janeiro 2016 y en los Juegos Olímpicos de Tokio 2020.
Martine Grael es hija del medallista de oro olímpico en vela Torben Grael. Su hermano Marco y su tío Lars también participaron en los Juegos Olímpicos.
Junto a Kahena Künze fue abanderada de Brasil en la ceremonia de inauguración en los Juegos Panamericanos de 2019 realizados en Lima, Perú.